# Phare de Mġarr (sud)
Le phare de Mġarr (sud) est un feu situé sur la jetée principale du port de Mġarr sur l'île Gozo (république de Malte) en mer Méditerranée.

## Histoire
Le premier phare a été mis en service en 1970. Il marque l'entrée du port conjointement avec le Phare de Mġarr (nord).

## Description
C'est une petite tourelle conique portant une balise automatique montée sur une base circulaire, de 5 m en bout du brise-lames sud du port de Mgarr. Il est peint en blanc avec des bandes rouges. Il émet, à une hauteur focale de 8 m un éclat rouge toutes les 7.5 secondes. Sa portée n'est pas connue.
Identifiant : ARLHS : MLT... - Amirauté : E2051 - NGA : 10508 .
|               |
| Port de Mgarr |

|            |
| Le feu sud |

|      |
| Gozo |

### Lien connexe
- Liste des phares de Malte